# Nuestro milagro
Nuestro milagro (ボクラノキセキ Bokura no Kiseki?) o mayormente conocida por su nombre en Japonés,es una serie de manga escrita e ilustrada por Natsuo Kumeta. La serie narra la historia de un adolescente llamado Harusumi Minami, quien es la reencarnación de una princesa llamada Verónica.

## Sinopsis
La premisa de la historia se centra en Harasumi Minami quien clama durante toda la secundaria y primaria que es la reencarnación de princesa Verónica y por lo cual es un Paria en su propia escuela por compartir este hecho.
Esto lleva a sus compañeros a molestarlo tanto que llega un punto en el que usa magia, la cual Verónica sabía y practicaba, esto solo reafirma su conocimiento.  Esto escala rápidamente cuando alguien lo ataca, pero no por lo que ha dicho sino por lo que ha hecho y las memorias de sus compañeros también empiezan a regresar, siendo varios de ellos partícipes de la época que el recordaba, amigo, conocidos, amantes, enemigos.